# Alessandro Bastoni
Alessandro Bastoni, né le 13 avril 1999 à Casalmaggiore en Italie, est un footballeur international italien qui évolue au poste de défenseur central à l'Inter Milan.

## Biographie

### Carrière en club

#### Débuts professionnels
Né à Casalmaggiore en Italie, Alessandro Bastoni est formé à l'Atalanta Bergame, club qu'il rejoint à l'âge de 7 ans. Il progresse en comptant notamment près de 30 apparitions chez les moins de 17 ans, avant de se diriger ensuite vers l'équipe réserve, où il s'impose comme un titulaire régulier au centre de la défense. Le 22 janvier 2017, il découvre la Serie A, en disputant son premier match avec l'équipe première contre la Sampdoria Gênes. Il est titulaire ce jour-là, et son équipe s'impose 1-0.
En août 2017, Bastoni signe avec l'Inter Milan, mais se voit prêté dans la foulée à l'Atalanta Bergame pour la saison 2017-2018. Toutefois, il ne joue que quatre matchs avec son club formateur lors de cette période.

#### Prêt à Parme
En août 2018, Alessandro Bastoni est prêté au Parme Calcio. Il dispute son premier match avec Parme lors d'une victoire de son équipe par trois buts à un contre le Genoa CFC, le 7 octobre 2018 en Serie A.
Le 5 mai 2019, Bastoni inscrit son premier but en professionnel, lors d'une rencontre de championnat face à la Sampdoria de Gênes. Il est titulaire ce jour-là et marque le dernier but des siens et les deux équipes se neutralisent (3-3 score final).

#### Inter Milan
Alessandro Bastoni est intégré à l'équipe première de l'Inter Milan lors de la saison 2019-2020. Il joue son premier match avec les Nerazzurri lors d'une rencontre de championnat face à la Sampdoria de Gênes, le 28 septembre 2019. Il est titularisé et son équipe s'impose par trois buts à un. Le 19 janvier 2020 Bastoni inscrit son premier but pour l'Inter, face à l'US Lecce, en championnat (1-1 score final).
Considéré comme l'un des jeunes les plus prometteurs de sa génération, il est nommé parmi les 50 meilleurs talents de l'UEFA en 2020,.
Avec l'Inter, Bastoni découvre la Ligue des champions, jouant son premier match dans la compétition le 21 octobre 2020, face au Borussia Mönchengladbach. Il entre en jeu à la place d'Ivan Perišić et délivre une passe décisive pour Romelu Lukaku ce jour-là, permettant à son équipe de faire match nul alors qu'elle était menée d'un but (2-2).
Il remporte le premier trophée de sa carrière en étant sacré champion d'Italie avec l'Inter lors de la saison 2020-2021. Le 28 mai 2021, Bastoni prolonge son contrat avec l'Inter jusqu'en juin 2024,. 
Bastoni se fait remarquer le 9 janvier 2022 en marquant un but face à la Lazio Rome en championnat. Il délivre également une passe décisive pour Milan Škriniar, permettant à son équipe de s'imposer par deux buts à un.
Il remporte le prix de Joueur du mois de la Serie A en mars 2024.

### En sélection
Alessandro Bastoni est un habitué des équipes de jeunes d'Italie. Il représente notamment les moins de 16 ans de 2014 à 2015, jouant un total de quinze matchs pour un but marqué. Il officie également comme capitaine avec cette sélection.
Avec les moins de 17 ans, il participe au championnat d'Europe des moins de 17 ans en 2016. Lors de cette compétition, il joue trois matchs, avec une seule victoire, contre la Serbie.
Avec les moins de 19 ans, il inscrit deux buts, contre la Russie et la Finlande. Il est également capitaine lors d'un match contre la Turquie.
Il fête sa première sélection avec l'équipe d'Italie espoirs le 11 octobre 2018, lors d'une défaite face à la Belgique (0-1). Il délivre sa première passe décisive avec les espoirs quatre jours plus tard, lors d'une victoire contre la Tunisie (2-0).
En novembre 2020, Alessandro Bastoni est convoqué pour la première fois par Roberto Mancini, le sélectionneur de l'équipe nationale d'Italie. Il honore sa première sélection le 11 novembre 2020 face à l'Estonie. Il est titulaire lors de ce match remporté par les Italiens sur le score de quatre buts à zéro. La même année, il dispute sa première compétition internationale lors de l'Euro 2020 qu'il remporte avec la Squadra Azzura en finale face à l'Angleterre. 
Bastoni inscrit son premier but en sélection le 14 juin 2022, à l'occasion d'une rencontre de Ligue des nations face à l'Allemagne. Il est titularisé mais ne peut empêcher la défaite des siens malgré son but (5-2 score final),,.
Il est retenu dans la liste des 26 joueurs italiens du sélectionneur Luciano Spalletti pour participer à l'Euro 2024 . Le 15 juin 2024, lors du premier de poules face à l'Albanie il inscrit le but égalisateur sur un centre de Lorenzo Pellegrini. 

## Vie personnelle
Alessandro Bastoni a suivi les traces de son père, Nicola Bastoni, ancien joueur de l'US Cremonese, qui lui a transmit sa passion du football.

## Statistiques détaillées
| Saison                | Club                    | Championnat           | Championnat | Championnat | Championnat | Coupe(s) nationale(s) | Coupe(s) nationale(s) | Coupe(s) nationale(s) | Supercoupe | Supercoupe | Supercoupe | Compétition(s) continentale(s) | Compétition(s) continentale(s) | Compétition(s) continentale(s) | Compétition(s) continentale(s) | Coupe du monde des clubs | Coupe du monde des clubs | Coupe du monde des clubs | Total | Total | Total |
| Saison                | Club                    | Division              | M.          | B.          | P.d.        | M.                    | B.                    | P.d.                  | M.         | B.         | P.d.       | Comp.                          | M.                             | B.                             | P.d.                           | M.                       | B.                       | P.d.                     | M.    | B.    | P.d.  |
| 2016-2017             | Atalanta Bergame        | Serie A               | 3           | 0           | 0           | 1                     | 0                     | 0                     | -          | -          | -          | -                              | -                              | -                              | -                              | -                        | -                        | -                        | 4     | 0     | 0     |
| 2017-2018             | Atalanta Bergame (prêt) | Serie A               | 4           | 0           | 0           | 1                     | 0                     | 0                     | -          | -          | -          | C3                             | -                              | -                              | -                              | -                        | -                        | -                        | 5     | 0     | 0     |
| Sous-total            | Sous-total              | Sous-total            | 7           | 0           | 0           | 2                     | 0                     | 0                     | -          | -          | -          | -                              | -                              | -                              | -                              | -                        | -                        | -                        | 9     | 0     | 0     |
| 2018-2019             | Parme FC (prêt)         | Serie A               | 24          | 1           | 0           | -                     | -                     | -                     | -          | -          | -          | -                              | -                              | -                              | -                              | -                        | -                        | --                       | 24    | 1     | 0     |
| Sous-total            | Sous-total              | Sous-total            | 24          | 1           | 0           | -                     | -                     | -                     | -          | -          | -          | -                              | -                              | -                              | -                              | -                        | -                        | -                        | 24    | 1     | 0     |
| 2019-2020             | Inter Milan             | Serie A               | 25          | 2           | 0           | 3                     | 0                     | 0                     | -          | -          | -          | C3                             | 5                              | 0                              | 0                              | -                        | -                        | -                        | 33    | 2     | 0     |
| 2020-2021             | Inter Milan             | Serie A               | 33          | 0           | 3           | 2                     | 0                     | 0                     | -          | -          | -          | C1                             | 6                              | 0                              | 1                              | -                        | -                        | -                        | 41    | 0     | 4     |
| 2021-2022             | Inter Milan             | Serie A               | 31          | 1           | 2           | 4                     | 0                     | 0                     | 1          | 0          | 0          | C1                             | 8                              | 0                              | 1                              | -                        | -                        | -                        | 44    | 1     | 3     |
| 2022-2023             | Inter Milan             | Serie A               | 29          | 0           | 2           | 4                     | 0                     | 0                     | 1          | 0          | 1          | C1                             | 12                             | 0                              | 3                              | -                        | -                        | -                        | 46    | 0     | 6     |
| 2023-2024             | Inter Milan             | Serie A               | 28          | 1           | 3           | 1                     | 0                     | 0                     | 1          | 0          | 0          | C1                             | 7                              | 0                              | 0                              | -                        | -                        | -                        | 37    | 1     | 3     |
| 2024-2025             | Inter Milan             | Serie A               | 33          | 1           | 5           | 4                     | 0                     | 0                     | 2          | 0          | 0          | C1                             | 14                             | 0                              | 1                              | 4                        | 1                        | 0                        | 57    | 2     | 6     |
| Sous-total            | Sous-total              | Sous-total            | 179         | 5           | 15          | 18                    | 0                     | 0                     | 5          | 0          | 1          | -                              | 52                             | 0                              | 6                              | 4                        | 1                        | 0                        | 258   | 6     | 22    |
| Total sur la carrière | Total sur la carrière   | Total sur la carrière | 210         | 6           | 15          | 20                    | 0                     | 0                     | 5          | 0          | 1          | -                              | 52                             | 0                              | 6                              | 4                        | 1                        | 0                        | 291   | 7     | 22    |

### Liste des sélections
|   | Date         | Lieu            | Adversaire | Score | Resultat | Type de but | Passeur          | Minute | Compétition                 |
| - | ------------ | --------------- | ---------- | ----- | -------- | ----------- | ---------------- | ------ | --------------------------- |
| 1 | 14 juin 2022 | Mönchengladbach | Allemagne  | 5-2   | 5-2      | Tête        | Federico Dimarco | 90+4   | Ligue des nations 2022-2023 |

## Palmarès

### En club
Inter Milan
- Championnat d'Italie (2) :
  - Champion : 2021 et 2024.
  - Vice-champion : 2020 et 2025.
- Coupe d'Italie (2) : 
  - Vainqueur : 2022 et 2023.
- Supercoupe d'Italie (3) :
  - Vainqueur : 2021, 2022 et 2023.
- Ligue des champions
  - Finaliste : 2023 et 2025.
- Ligue Europa
  - Finaliste : 2020.

### En sélection
Italie
- Vainqueur du Championnat d'Europe en 2021
- Troisième de la Ligue des nations en 2021
- Finaliste de la Coupe des champions CONMEBOL–UEFA en 2022

### Distinction
- Membre de l'équipe-type de l'UEFA 2023[29]
- Membre de l'équipe type de la LDC 2024-2025